# Egbert Kortenaer

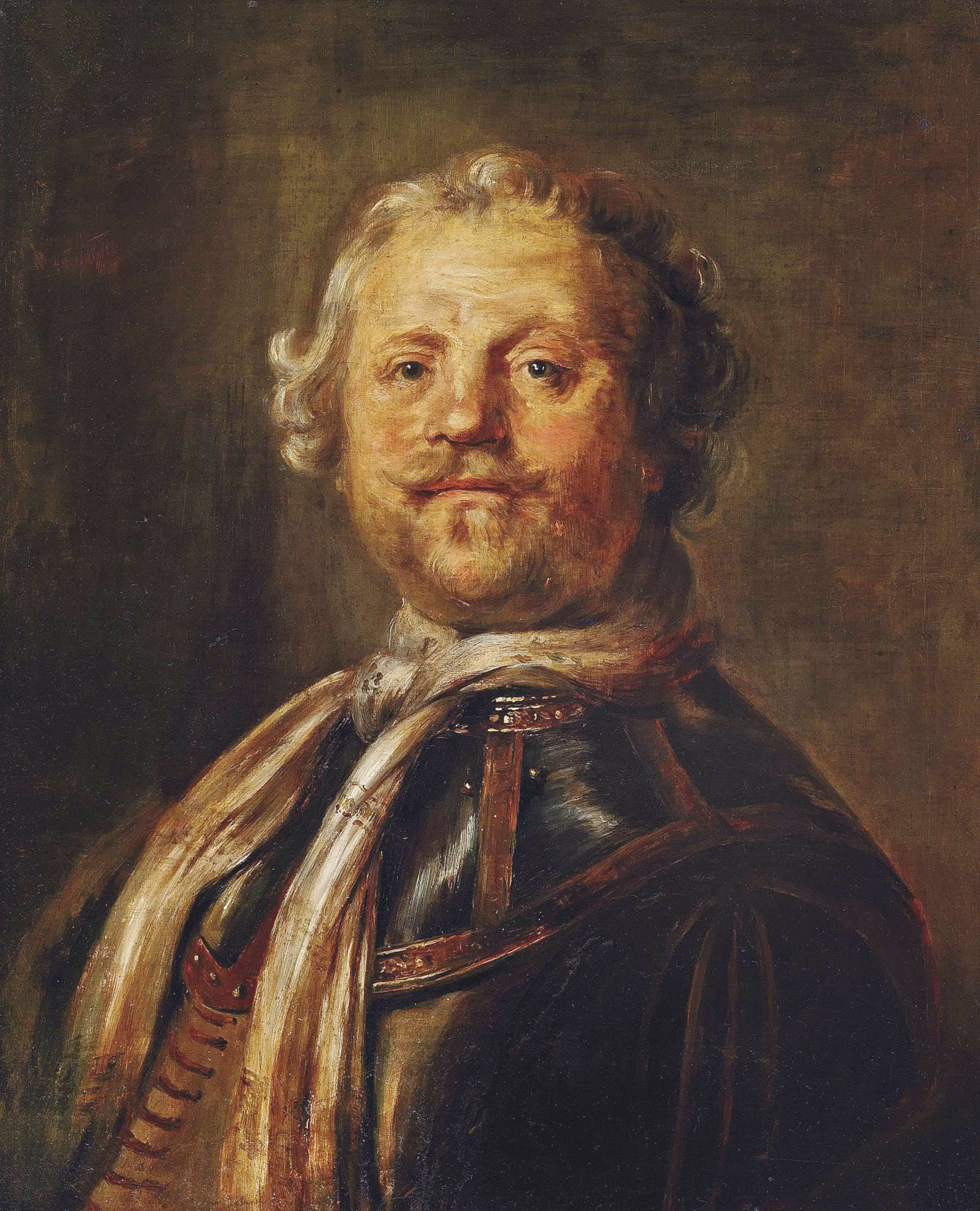
Egbert Kortenaer von Isaac Mijtens

 Egbert Bartholomeusz Kortenaer (* 1604 in Groningen; † 13. Juni 1665 in der Seeschlacht bei Lowestoft) war ein niederländischer Admiral.
Wie im Niederländischen üblich, steht Bartholomeusz für Bartholomeuszoon (Sohn des Bartholomäus). Sein zweiter Name wird auch mit Meeuwisz (Meeuwiszoon) angegeben (was sich auch von Bartholomäus herleitet).

## Leben
Kortenaer stammte aus einfachen Verhältnissen und diente sich als Matrose nach oben. 1626 wurde er Bootsmann und 1636 zweiter Maat. Im Ersten Englisch-Niederländischen Krieg war er 1652 erster Maat auf dem Flaggschiff Brederode und verlor in der Seeschlacht bei Dungeness seine rechte Hand und ein Auge. Als Admiral Maarten Tromp in der Seeschlacht bei Scheveningen fiel, hielt er die Admiralsstandarte hoch, um die Moral der Flotte hochzuhalten und Verwirrung vorzubeugen, und übernahm effektiv das Kommando. 1653 wurde er Kapitän. In der Seeschlacht im Öresund (1658) war er Flaggkapitän auf der Eendracht und wies die schwedischen Angriffe ab, während sein Admiral Jacob van Wassenaer Obdam mit Gicht ausfiel. 1659 wurde er Vizeadmiral und durch Friedrich III. (Dänemark und Norwegen) mit dem Elefanten-Orden ausgezeichnet und geadelt. 1665 wurde er Leutnant-Admiral der Admiralität der Maas in Rotterdam. In der für die Niederländer fatalen Seeschlacht bei Lowestoft war er Zweiter im Kommando hinter Jacob van Wassenaer Obdam. Auf der Groot Hollandia wurde er tödlich verwundet, als ihn eine Kanonenkugel in die Hüfte traf.
Seine Grabinschrift von Gerard Brandt lautet: De Heldt der Maes verminckt aen oog, en rechterhandt, En echter 't oog van 't Roer de vuyst  van 't Vaderlandt, De groote Kortenaer de schrick van 's vyands vlooten, D'ontsluyter van de sondt leyt in dit graf beslooten (Der Held der Maas beraubt von Aug und rechter Hand, aber das Auge des Ruders und die Faust des Vaterlands, der große Kortenaer der Schreck der feindlichen Flotten, Der Bezwinger des Sunds liegt eingeschlossen in diesem Grab).
Mehrere niederländische Kriegsschiffe und die Kortenaer-Klasse wurden nach ihm benannt.

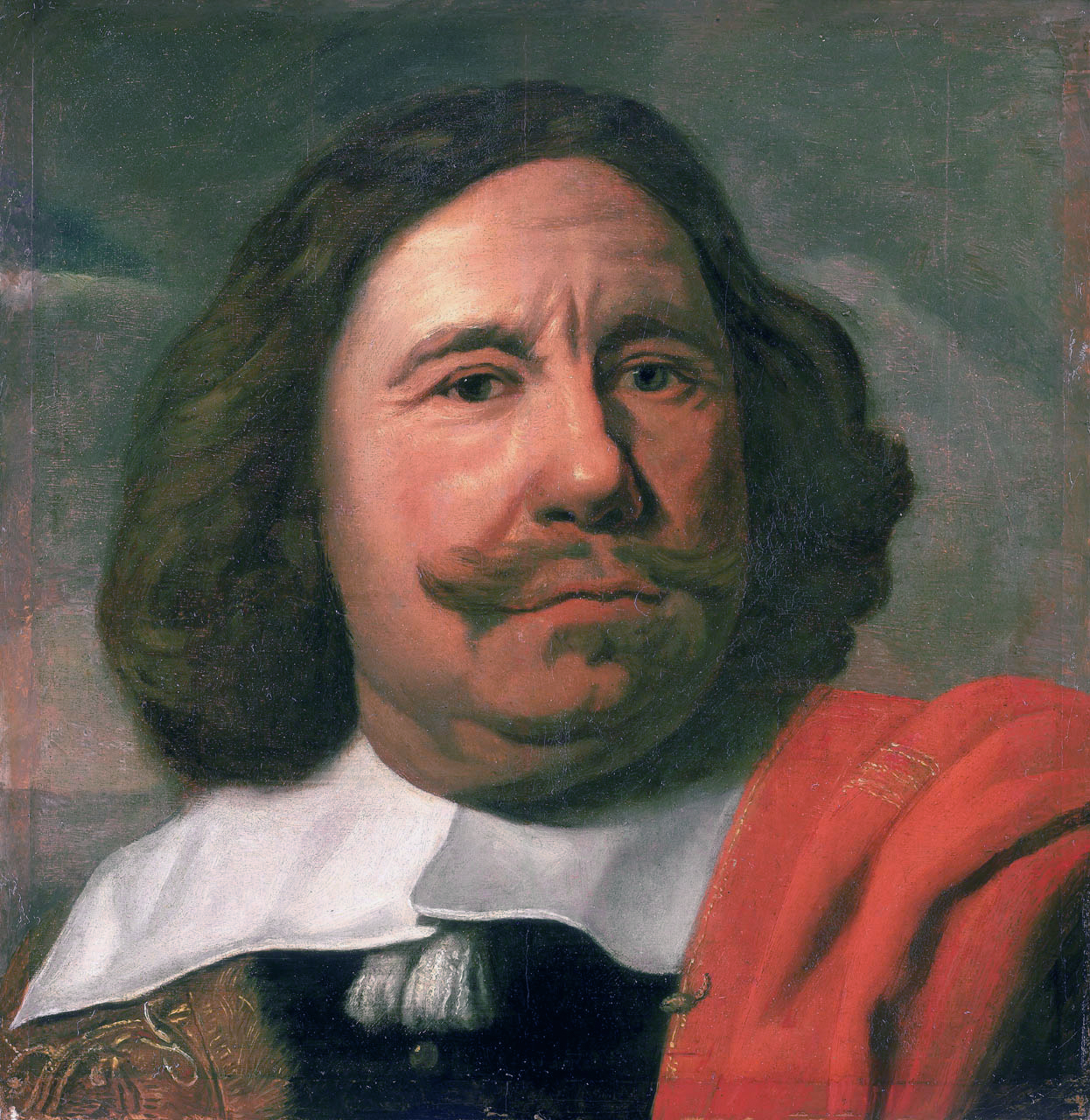
Egbert Kortenaer von Bartholomeus van der Helst 1660
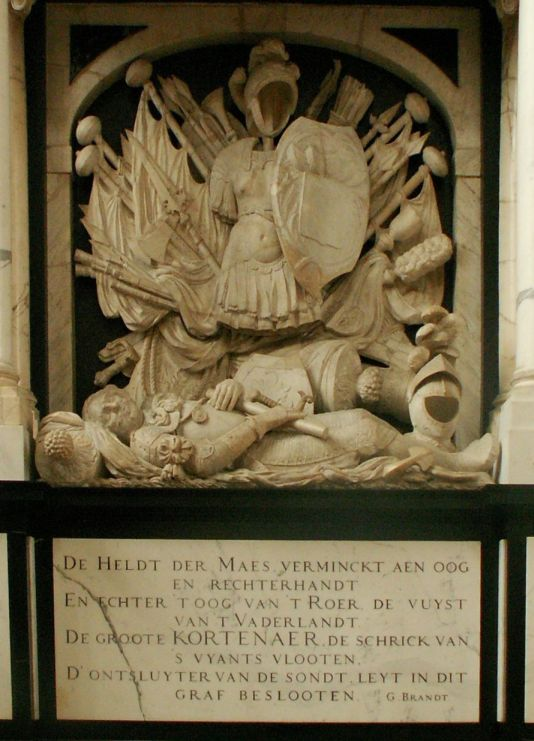
Grabmal aus Marmor in der Grote Laurenskerk in Rotterdam